# Tornakápolna
Tornakápolna község Borsod-Abaúj-Zemplén vármegyében, az Edelényi járásban.

## Fekvése
Az Északi-középhegységben, azon belül is az Aggteleki-karszttól nem messze, a Galyaságban, az Aggteleki Nemzeti Park területén található kicsiny falu, Aggtelektől körülbelül 10 kilométerre. Zsáktelepülés, így az egyetlen megközelítési módja Szinpetriből van, a 2603-as útból, kevéssel annak 40. kilométere előtt kiágazó 26 113-as úton érhető el.
350 méteres tengerszint feletti magasságban, egy hegyen helyezkedik el, nagyszerű kilátással a környező dimbes-dombos tájra és a határon túl, Szlovákiában lévő Tátra csúcsaira. A háborítatlan környezet vonzó a turisták számára.
A faluhoz legközelebb fekvő települések Jósvafő, Égerszög, Szinpetri, Szőlősardó, Teresztenye és Varbóc, amelyekből – Jósvafő és Szinpetri kivételével – csak kerülőúton érhető el a falu. Az összes várostól messze esik, a legközelebbi város a 23 kilomérre lévő Szendrő.
Tömegközlekedési kapcsolata nincs, a legközelebbi buszmegálló a falutól 4,4 kilométerre, Szinpetriben, a legközelebbi vasútállomás/vasúti megállóhely a 11 kilométerre, Perkupán található Jósvafő-Aggtelek megállóhely.

## Története
A települést 1324-ben említik először, Kapulna néven.
1910-ben 141 magyar lakosa volt. Ebből 7 római katolikus, 133 református volt.
A 20. század elején Abaúj-Torna vármegye Tornai járásához tartozott.

## Közélete

### Polgármesterei
- 1990–1994: Szegő Sándor (független)[4]
- 1994–1998: Juhász József (független)[5]
- 1998–2002: Juhász József (független)[6]
- 2002–2006: Varga Béla (független)[7]
- 2006–2010: Varga Béla (független)[8]
- 2010–2014: Doszpoly Loránd (független)[9]
- 2014–2017: Doszpoly Loránd (független)[10]
- 2017–2019: Doszpoly Loránd (független)[11]
- 2019–2024: Doszpoly Loránd (független)[12]
- 2024– : Doszpoly Loránd (független)[1]

A településen 2017. december 3-án időközi polgármester-választást (és képviselő-testületi választást) tartottak, az előző képviselő-testület önfeloszlatása miatt. A választáson a hivatalban lévő polgármester is elindult, és meg is tudta erősíteni a pozícióját.

## Népesség
A település népességének változása:
| Lakosok száma | 15   | 14   | 12   | 14   | 17   | 18   | 20   |
|               | 2013 | 2014 | 2015 | 2021 | 2022 | 2023 | 2024 |

A 2001-es népszámlálás adatai szerint a településnek csak magyar lakossága volt.
A 2011-es népszámlálás során a lakosok 100%-a magyarnak mondta magát. A vallási megoszlás a következő volt: római katolikus 18,2%, református 63,6% (18,2% nem válaszolt).
2022-ben a lakosság 82,4%-a vallotta magát magyarnak, 5,9% cigánynak, 5,9% egyéb, nem hazai nemzetiségűnek (17,6% nem nyilatkozott; a kettős identitások miatt a végösszeg nagyobb lehet 100%-nál). Vallásuk szerint 29,4% volt református, 5,9% görög katolikus (64,7% nem válaszolt).

## Címerleírás
A 19. századi pecsétnyomat alapján készített címer: álló csücsköstalpú, kék mezejű pajzs, a pajzstalpban zöld hármashalom. A halmok előtt három arany búzakalász lebeg, a középső a hasítás vonalában, két zöld levéllel, a két szimmetrikus kalász egy-egy zöld levéllel szintén a pajzstalptól a felső élig nyúlik, fejük a hasítástól széthajlóan a sarkok felé mutat.
A pajzstalpban a kalászokat takarva, élével lefelé, hegyével jobbra fekete ekevas lebeg.

## Nevezetességei
- Református templom - 1801-ben épült, a korábbi, fából készült kápolna helyett, amely leégett. Fakazettás mennyezetű, műemlék jellegű épület.
- Faragott fejfák az erdei tisztáson lévő temetőben.
- Régi lakóházak hagyományos népi építészeti elemekkel (fatornác, kontyos tető).
- Aggteleki Nemzeti Park
- Tornakápolnai Tanösvény

## Érdekesség
- Hazánk legkisebb önkormányzatát működtető települése.
- Egyike annak a három magyar településnek, ahol 2002 és 2006 között egyetlen bűnügy sem történt.[17]
- Az ország összes települése közül 2021-ben itt volt a legmagasabb a lakók átlagfizetése.[18]

## Külső hivatkozások
- Tornakápolna Önkormányzatának honlapja
- Tornakápolnai Református Egyházközség honlapja[halott link]